# Nicollet megye
Nicollet megye az Amerikai Egyesült Államokban, azon belül Minnesota államban található. Megyeszékhelye St. Peter, legnagyobb városa North Mankato. Lakosainak száma 34 454 fő (2020. április 1.). Nicollet megye Sibley, Blue Earth, Brown, Le Sueur és Renville megyékkel határos.

## Népesség
A megye népességének változása:
| Lakosok száma | 32 737 | 32 962 | 32 967 | 33 032 | 33 347 | 34 454 |
|               | 2010   | 2011   | 2012   | 2013   | 2015   | 2020   |